# 吉兰丹伊斯兰宗教与马来习俗理事会
吉兰丹伊斯兰宗教与马来习俗理事会，是马来西亚吉兰丹州的一个宗教理事会，成立于1915年12月24日，旨在就伊斯兰宗教事务和吉兰丹的马来习俗向宗教领袖苏丹殿下提供建议。

## 历史
1909年，根据《曼谷条约》，暹罗将吉兰丹州以及吉打州、玻璃市州和登嘉楼州移交给英国。由于这项协议，英国顾问J.S.梅森于1909年7月抵达吉兰丹。梅森在该州的行政和宗教领域所进行的发展和改革，使当时的一些吉兰丹知识分子认为，吉兰丹州需要设立专门机构来管理宗教事务。从此，成立吉兰丹伊斯兰宗教与马来习俗理事会的想法首次提出并付诸实施。1915年12月24日，共有12人被任命为会员。随后达成协议，任命当时的吉兰丹高等法院法官、苏丹殿下的女婿东姑慕达哈山为第一任会长。

## 职能
该理事会主要负责以下事务：
1. 天课的收集和发放；
2. 贝特马尔管理；
3. 瓦合甫管理；
4. 穆斯林墓地管理；
5. 古兰经学校管理；
6. 传教；
7. Darul Aitam孤儿院管理；
8. 教学证书发放；
9. 死亡慈善管理；
10. 捐款收集；
11. 发展新兄弟；
12. 书籍出版；
13. 基于伊斯兰教保护吉兰丹州的马来习俗；
14. 伊斯兰图书馆的管理；
15. 清真寺和祈祷室的管理、维护和发展。